# Otto Farrant
Otto Farrant (Londen, 13 november 1996) is een Engels acteur. Hij speelde in diverse films en series, waaronder Clash of the Titans, The White Queen en Alex Rider.

## Theater
- 2008: The Merry Wives of Windsor, als Robin
- 2008: Oedipus, als Eteocles
- 2009: The Habit of Art, als Charlie
- 2011: Little Platoons, als Sam
- 2014-2016: A Streetcar Named Desire, als jonge verzamelaar
- 2016-2017: Spool, als Mind
- 2016: Once In A Lifetime, als Rudolph Kammerling / Ernest

## Filmografie

### Film
- 2010: Clash of the Titans, als jonge Perseus
- 2011: The Great Ghost Rescue, als Barnabus
- 2011: Salmon Fishing in the Yemen, als Joshua Maxwell
- 2012: Happily Ever After, als zoon
- 2014: The Departure, als soldaat (stemrol)
- 2021: Edge of the World, als Charles Brooke

### Televisie
- 2010: The Bill, als Archie Powell
- 2013: The White Queen, als Thomas Grey
- 2014: National Theatre Live: A Streetcar Named Desire, als jonge verzamelaar
- 2014: Silk, als Harry Stephens
- 2016: Marcella, als Evan Jones
- 2016: War & Peace, als Petya Rostov
- 2018: Mrs. Wilson, als Nigel Wilson
- 2020: Strike Back: Vendetta, als Nadal Topal
- 2020-2024: Alex Rider, als Alex Rider